# Luling (Luisiana)
Luling é uma Região censo-designada localizada no estado americano de Luisiana, na Paróquia de St. Charles.

## Demografia
Segundo o censo americano de 2000, a sua população era de 11.512 habitantes.

## Geografia
De acordo com o United States Census Bureau tem uma área de
50,6 km², dos quais 47,9 km² cobertos por terra e 2,7 km² cobertos por água. Luling localiza-se a aproximadamente 3 m acima do nível do mar.

## Localidades na vizinhança
O diagrama seguinte representa as localidades num raio de 8 km ao redor de Luling.